# Natalia Fírsova
Natalia Mijáilovna Firsova (del ruso: Наталия Михайловна Фирсова) o Natalia M. Firsova (nacida en Moscú, Unión Soviética, 21 de febrero de 1929 - 21 de abril de 2013) fue una filóloga hispanista, académica y doctora en ciencias rusa, catedrática y Doctora Honoris Causa de la Universidad Rusa de la Amistad de los Pueblos, autora de múltiples investigaciones sobre la estilística y semántica españolas y de los diccionarios ruso-españoles con el enfoque en la variante latinoamericana del castellano.

## Biografía
Natalia Firsova nació en Moscú y en 1943, a la edad de 14 años, durante la II Guerra Mundial, empezó a trabajar. En 1953 se graduó del Instituto Pedagógico de Lenguas Extranjeras Maurice Thorez de Moscú con el título de "profesora de las lenguas española e inglesa". Comenzó a trabajar de profesora asistente y, posteriormente, profesora titular del mismo Instituto. Desde 1961 es profesora titular del Departamento de Idiomas de la Facultad de Filología de la Universidad Rusa de la Amistad de los Pueblos Patricio Lumumba. En 1967 obtuvo el grado de Doctora (PhD) en Ciencias Filológicas por la UAP con la tesis doctoral La sinonimia morfológica y duplicación de las formas modales y temporales del verbo español y en 1979 realizó su investigación postdoctoral La estilística de las formas temporales del verbo español.
Entre 1979-1986 fungió como Directora de la Facultad de Filología de dicha Universidad. Desde 1999 es catedrática y coordinadora del Doctorado en Filología y presidenta del Consejo Científico del área de Filología de la URAP y miembro de los consejos científicos de Filología en la Universidad Lomonosov de Moscú y en la Universidad Estatal Lingüística de Moscú.

## Ciencia
Como profesora e investigadora universitaria tuvo varias oportunidades de viajar a Ecuador, Colombia, España y Cuba y enseñar en las universidades de estos países en el marco de los programas de intercambios científicos. Allí comenzó a recoger el material práctico que, sistematizado posteriormente, le permitió analizarlo y crear una nueva disciplina lingüística - variantología nacional-cultural del comportamiento verbal en el español. Publicó más de 250 trabajos académicos (entre monografías y artículos científicos) con los resultados de sus investigaciones, además de asesorar a 34 doctorandos y 3 postdoctorandos de Rusia y de varios países latinoamericanos (México, Argentina, Guatemala). Además, junto con la filóloga rusa Natalia Mijeyeva, es autora del Diccionario Español Latinoamericano-Ruso que ha tenido tres reediciones.
Siendo catedrática-investigadora hispanista de más prestigio en Rusia (gracias a sus manuales de la Gramática Teórica, Estilística y Semántica de la lengua española), fue editora de la revista científica de la Universidad Rusa de la Amistad de los Pueblos Vestnik RUDN. Seriya Lingvistika.
En las enciclopedias «Los lingüistas del mundo más influyentes» aparecen artículos sobre Natalia Firsova.

## Condecoraciones[1]
- Orden de la Amistad de los Pueblos (1985)
- Orden de Honor de Rusia (1999)
- Doctora Honoris Causa de la Universidad Rusa de la Amistad de los Pueblos (1999)

## Publicaciones[5]

### Monografías en ruso
- Введение в грамматическую стилистику современного испанского языка (Introducción a la Gramática Estilística del Español Actual). Moscú, editorial Vysshaya Shkola, 1981
- Грамматическая стилистика испанского языка (Gramática Estilística del Español). Moscú, editorial Vysshaya Shkola, 2005
- Испанская разговорная речь (El Español Coloquial). Moscú, editorial Muravey, 2002
- Испанская разговорная речь в Эквадоре (El Español del Ecuador). Moscú, editorial URAP, 1992. (en coautoría con Aminta Buenaño Rugel).
- Испанский речевой этикет (Cortesía Verbal Española). Moscú, editorial KomKniga, 1991
- Испанский язык для бизнесменов (El Español para Negocios). Moscú, editorial Vostok-Zapad, 2007
- Испанский язык в испаноязычных государствах Латинской Америки: Колумбия, Эквадор, Пуэрто-Рико (El Español en los Países Hispanohablantes de América Latina: Colombia, Ecuador, Puerto Rico). Moscú, editorial Muravey, 2002
- Испанско-русский словарь (Diccionario Español-Ruso). Moscú, editorial URAP, 2005. (en coautoría con Natalia Mijeyeva).
- Испанско-русский словарь. Латинская Америка (Diccionario Español Latinoamericano-Ruso). Moscú, editorial Russkiy Yazyk Media, 2008 (editora general)
- Морфологическая вариативность (Variantología Morfológica). Moscú, editorial URAP, 1986
- Обращение в современном испанском языке (Formas de Tratamiento en el Español Actual). М.: Moscú, editorial URAP, 1987. (en coautoría con Olga Chesnokova).
- Семантика и грамматика языковых единиц (Semántica y Gramática del Signo Lingüístico). Moscú, editorial URAP, 1980
- Стилистика испанского глагола (Estilística del Verbo Español). Moscú, editorial Vysshaya Shkola, 1976
- Стилистика испанских частей речи (имя существительное) (Estilística de las Categorías Gramaticales Españolas. Sustantivo). Moscú, editorial URAP, 1978
- Языковая вариативность и национально-культурная специфика речевого общения в испанском языке (Variantología Lingüística y la Especificidad Nacional-Cultural de la Comunicación Verbal en el español). Moscú, editorial URAP, 2000